# Museo archeologico provinciale di Potenza
Il Museo archeologico provinciale è situato a Potenza e custodisce i reperti archeologici rinvenuti in Basilicata. 
Il Museo archeologico provinciale è posizionato nel rione Santa Maria, in via Ciccotti, nella città di Potenza, ma possiede anche un secondo ingresso in via Lazio, 18. Dal 2016 il dirigente è l'ing. Enrico Spera.
L'obiettivo principale della struttura è prevalentemente quello della tutela, conservazione e valorizzazione del patrimonio archeologico della Provincia di Potenza, ma essa svolge anche ulteriori numerosissime funzioni: sede di reperti archeologici; punto di riferimento per studiosi e visitatori; laboratorio di dibattiti e discussioni. Nel Museo archeologico provinciale si organizzano anche attività ed eventi culturali, quali mostre, convegni, laboratori pratico-creativi di didattica dell’archeologia, promossi da enti pubblici e privati.
Il museo svela l'antico volto della Basilicata, attraverso i reperti provenienti da diverse aree della regione, in particolare dal Metapontino, e risalenti al periodo compreso tra l'età paleolitica e quella romana. Tra questi emergono l'elmo corinzio in bronzo ritrovato nel 1291 a Vaglio, statuette provenienti da Monticchio, terrecotte del Metapontino. Il museo ha ospitato mostre ed esposizioni di rilievo che hanno richiamato un vasto pubblico come, ad esempio, le prestigiose mostre di Carlo Levi, Giorgio De Chirico e Carlo Carrà che hanno ridestato l'attenzione per il "Polo della cultura" istituito dalla Provincia di Potenza per promuovere e valorizzare opere considerate da sempre patrimonio comune e arricchimento personale.

## Storia
Le prime scoperte archeologiche in Basilicata si verificarono nel XVI secolo, effettuate non in seguito a ricerche premeditate, ma a eventi casuali, spesso collegati ai lavori agricoli. Queste prime esperienze nutrirono un interesse crescente per l’archeologia in Basilicata soprattutto dopo la scoperta di monete d’oro appartenenti databili intorno al periodo del console Agrippa. I numerosi ritrovamenti di tal genere attirarono studenti, curiosi e viaggiatori. L'intervento della stessa regina Bonaparte intensificò le attività archeologiche: il Ministero dell’interno provvide a disciplinarle con il decreto n. 86 del 15 febbraio 1808, nel quale si stabiliva che gli scavi potevano essere effettuati, esclusivamente, previa richiesta al Ministro dell’Interno. Ma le ricerche in Basilicata, al pari del museo, sono sempre state determinate dal collezionismo e dal "mercato d'arte", specialmente nel periodo murattiano. Un importante ritrovamento viene descritto in un rapporto trasmesso l’8 agosto del 1814 dal funzionario Giuseppe de Stefano all'intendente di Basilicata, nel quale si spiegava come fosse stata rinvenuta, fra gli altri reperti, «una corona, o sia una ghirlanda d’oro al peso di un rotolo e due once», nella quale vi sono «pampini, uve, e sei geni alati di uno straordinario disegno».
Durante il governo borbonico con il Regio decreto del 20 giugno 1821 il Ministero della Real casa ottenne la competenza in materia dei beni archeologici. All'inizio dell'ottocento sono attestati numerosi scavi archeologici molto spesso eseguiti abusivamente; anche a causa della configurazione geomorfologica del territorio; tali ricerche si effettuarono disordinatamente e si svilupparono soprattutto in occasione di scoperte fortuite: significativo fu il ritrovamento delle sepolture di Marsiconuovo, venute alla luce in occasione dell’allestimento di un palco per la visita del vescovo Marolda ed il cui scavo venne ripreso dal Ministero con la direzione del De Stefano, il quale trasferì i corredi nel Museo di Napoli.

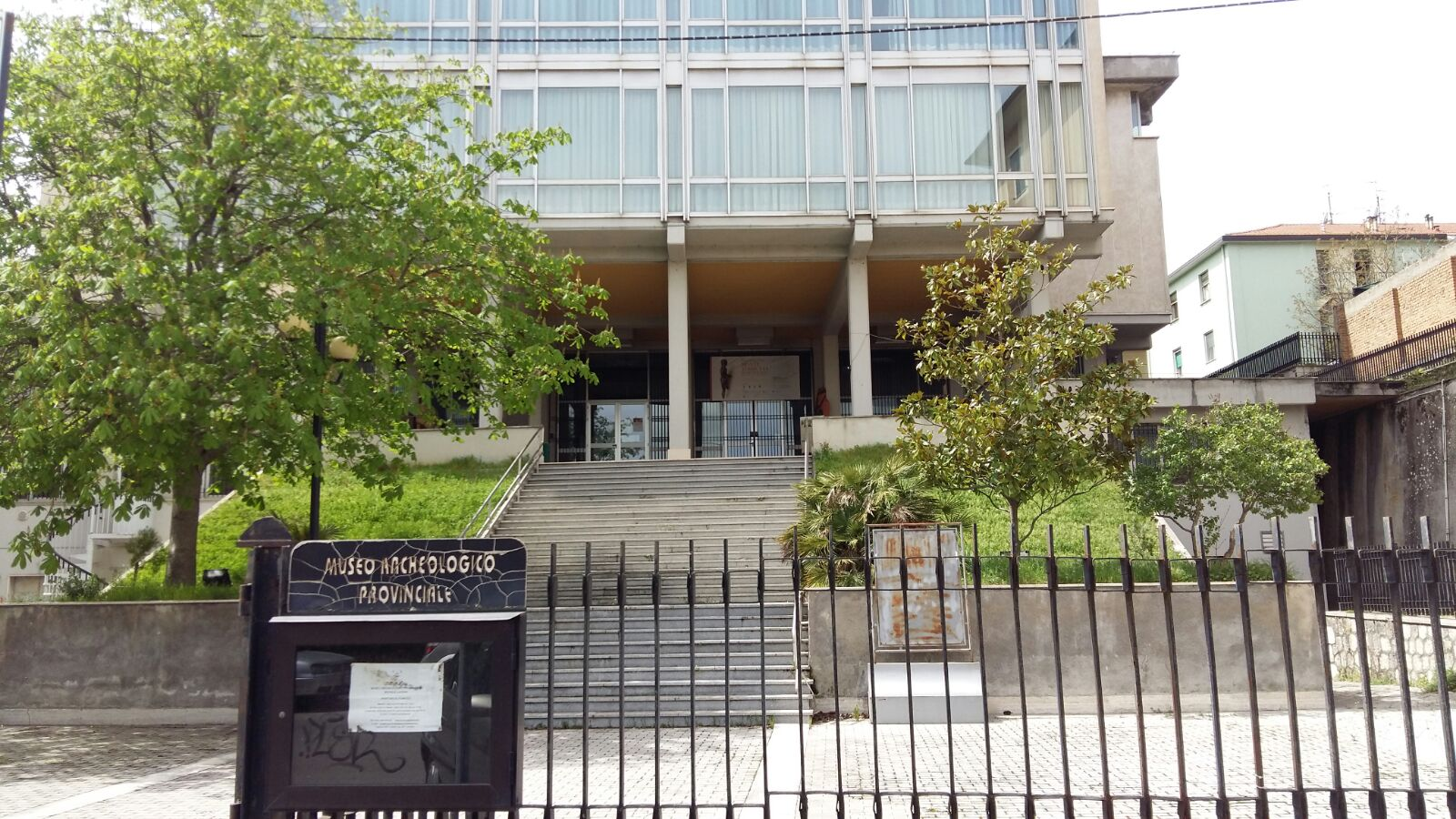
Ingresso principale del Museo archeologico provinciale di Potenza

Dopo l'unità d’Italia il Ministero della pubblica istruzione fu nuovamente responsabile dei beni archeologici e istituì la Direzione generale degli scavi e dei monumenti. Con il Regio decreto del 28 Marzo 1875 n. 2440 fu prevista la nomina degli ispettori degli scavi e dei monumenti per controllare le ricerche dello Stato o dei privati, verificare la integrità e la conservazione dei reperti, facendo rispettare gli istituti normativi in materia; con quello del 14 Maggio 1876 n. 3120 viene istituita a Potenza la Commissione conservatrice dei monumenti ed oggetti di arte e di antichità. In questo periodo le autorità statali e locali si adoperarono per bloccare gli scavi abusivi e la vendita di reperti a collezionisti, assicurandone la conservazione nei musei di Napoli e di Reggio Calabria. Fra i primi ispettori nominati in Basilicata si distinse Michele Lacava, perché fu uno dei primi, per evitare la dispersione del patrimonio archeologico lucano, a battersi per l'istituzione di un museo. Il museo di Potenza nasce dal bisogno di fornire una collocazione ordinata ai reperti, ma anche dall'impulso di tutelare e tramandare l'eredità del passato e di innalzare intellettualmente la società. L’istituzione di questa struttura può dirsi un evento storico, un profondo rinnovamento della mentalità, un nuovo atteggiamento di fronte al patrimonio culturale, persino in un contesto di arretramento economico e culturale. Inizialmente fu istituito nel fabbricato dei Gesuiti, a seguito della cacciata della congregazione dalla città (1860), che era stato donato dalla Provincia al Ministero della guerra al fine di trasformarlo in una caserma militare. 
Finalmente nel 1901 fu inaugurato il museo nel Palazzo della Provincia, anche se i locali adibiti a tale scopo risultavano prettamente insufficienti; così la sede fu spostata alla legnaia della Prefettura e successivamente nei locali delle ex carceri femminili, accanto alla chiesa di S. Francesco. Nel 1912 un devastante incendio distrusse numerosi reperti prestigiosi.
Così il cronista de "Il Lucano", Eugenio Pasqualini, all'indomani dell’incendio del Museo commentò l’accaduto:
«È stato un triste risveglio quello di ieri. Quando le notizie monche e frettolose hanno fatto correre, sia pure a sventura completa, lo spettacolo più triste si presentava nella viuzza ingombra: nelle vetrine, coi vetri in gran parte rotti, erano accatastati parecchi di quei cari oggetti, che prima erano disposti con così amorosa; alcuni erano a pezzi o guastati irrimediabilmente, altri malconci. Dentro le sale uno strazio (…) facciamo voti fervidi che risorga più bello e più ampio il Museo provinciale: dica a chi viene a Potenza, che non sia sprovvisto d’istruzione che qui non c’è solo del caciocavallo, ma che questi paesi hanno diritto all’attenzione dell’Italia anche perché furono sedi di civiltà antiche e gloriose»..

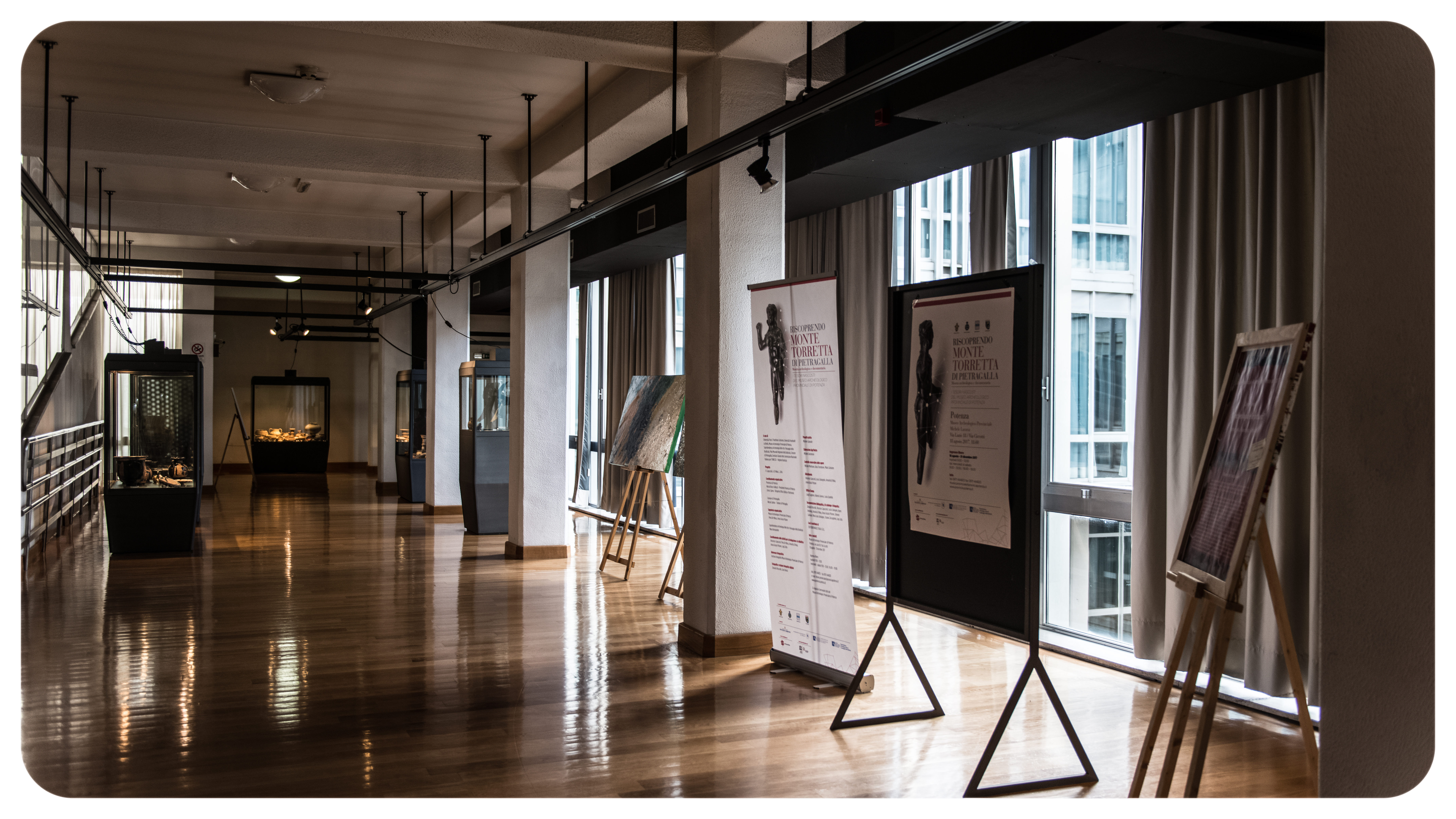
Sezione pregreca del Museo

Il Museo fu trasferito nel padiglione manicomiale delle semiagitate al rione S. Maria, nell'ambito del Progetto Ophelia: si avviò così la catalogazione del patrimonio culturale lucano che stava sempre più ingrandendosi; infatti nel frattempo il museo potentino vide crescere il numero dei reperti, non solo grazie all’intensa attività di ricerca dei direttori, ma anche a seguito di ritrovamenti legati a circostanze fortuite, come nei cantieri aperti per l'esecuzione di opere pubbliche. Significativo fu il rinvenimento di un elmo corinzio con una ricca decorazione a forma di palmetta incisa sul frontale, rinvenuto da contadini in una zona denominata “Limiti degli scemi” tra Vaglio e Cancellara. Esso era utilizzato a scopi pratici: come contenitore per le uova oppure come maschera durante le feste del paese. Successivamente l’elmo fu regalato ad un assistente del Genio Civile di Potenza che l’aveva più volte chiesto. A questi ritrovamenti si affiancarono donazioni da parte di collezionisti privati, dettate dall'intenzione di conservare le testimonianze del passato per renderle accessibili al pubblico. Nonostante le donazioni fossero proficue donazioni, l’amministrazione provinciale procedette con minore efficacia all’acquisto diretto dei beni dai privati, favorendo la trasmigrazione dei beni culturali all'esterno della regione.
Nell’agosto del 1926, il Museo venne chiuso al pubblico e i reperti trasferiti al museo di Reggio Calabria. Durante la seconda guerra mondiale, la sede museale venne bombardata nel 1943 ed in tale frangente vennero distrutti alcune statuette votive di Garaguso, Pandosia e Monticchio, l’oreficeria di Metaponto ed alcuni vasi provenienti da Armento, S. Mauro Forte e Lavello, mentre furono risparmiate le raccolte del periodo preistorico, dell’età del Bronzo e del Ferro, la statuetta e il tempietto di Garaguso, le terrecotte architettoniche di Metaponto e la ceramica a figure rosse. Anche durante la ricostruzione della struttura vennero trafugati molti reperti, ma nel 1947 si inaugurò il nuovo museo, che era limitato a solo tre sale a causa dell'occupazione da parte di senzatetto. L'inaugurazione della nuova sede, il cui progetto fu affidato all'architetto Giovanni De Franciscis, avvenne nel maggio del 1980, ma il Museo fu immediatamente chiuso a seguito del violento terremoto del 23 novembre. Solo nel 1997 la struttura riaprì.

## Percorsi visitabili
I materiali del Museo archeologico provinciale si articolano su due piani, raggruppati con metodi cronologici e topografici. Al piano terra, nella mostra  “Antichidentità”, è collocata la sezione pre-protostorica che include i reperti provenienti dagli scavi del Bacino di Atella, dalle grotte di Latronico, da Oliveto Lucano. L’esposizione, inaugurata il 27 novembre del 2009, è un tributo ai direttori storici del museo. Lungo la scalinata che conduce al primo piano si trovano le sculture di Giuseppe Antonello Leone, facenti parte della mostra “Il riposo delle pietre erranti”. Al primo piano sono esposti i materiali riferibili alle tre grandi forme di popolamento in Basilicata (Enotri, Greci, Lucani) a partire dall'VIII secolo a. C. e reperti inerenti al processo di romanizzazione avvenuto nel periodo compreso tra il IV secolo a. C. fino alla prima età imperiale..

### “Antichidentità”

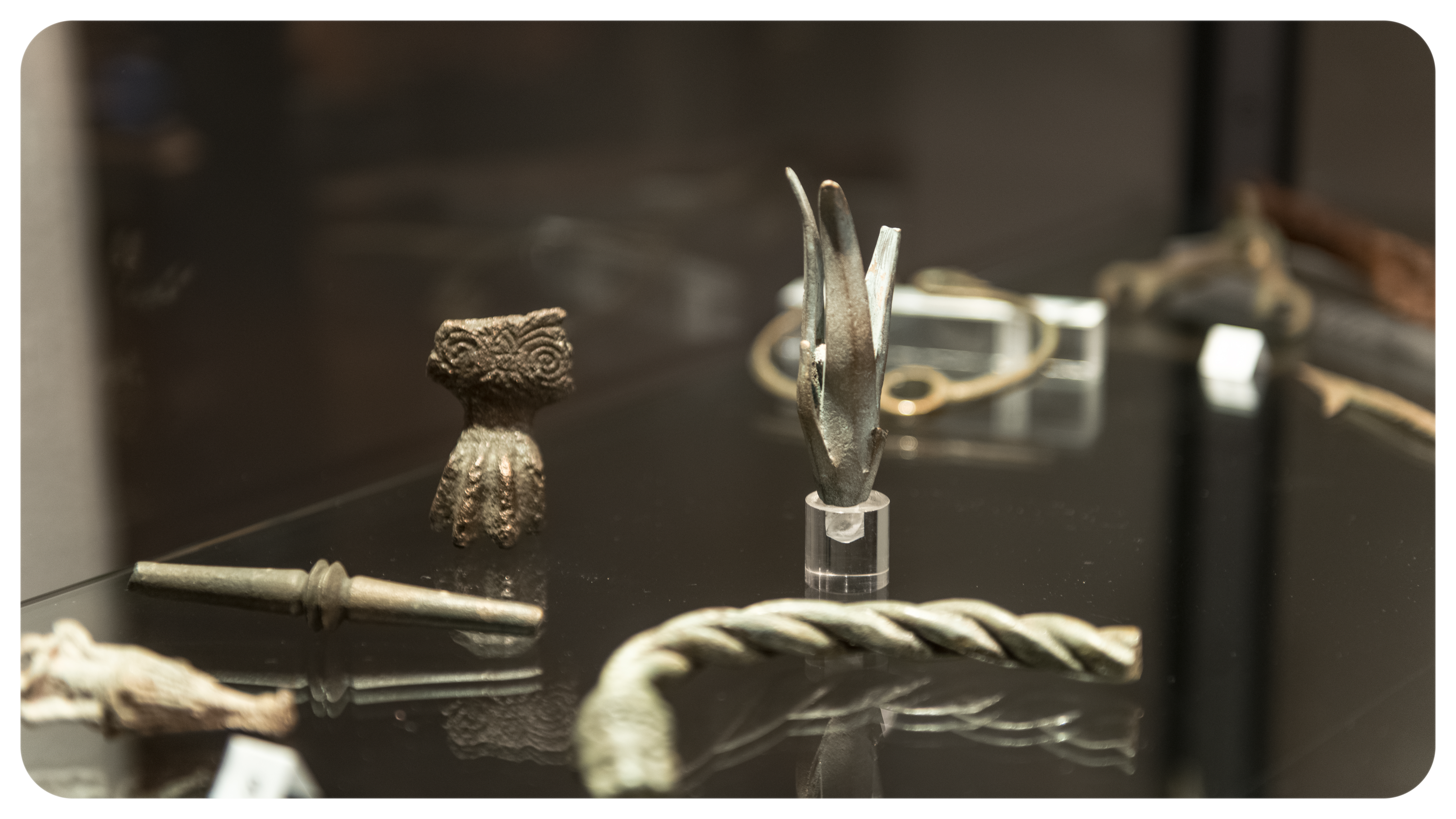
Reperti archeologici nella sala delle collezioni magnogreche

La mostra documentaria “Antichidentità” ricostruisce la storia di due entità strettamente legate tra loro: il museo e la Biblioteca Provinciale. L’allestimento si articola in tre sezioni, dedicate ai tre direttori “storici” del Museo: la prima a Vittorio Di Cicco, direttore del museo dal 1901 e il 1926, sotto la cui guida si scoprirono il busto di Kouros ed il Tempietto del Garaguso, simbolo del Museo, e che si impegnò per la istituzione della biblioteca del Museo;la seconda a Concetto Valente, direttore dal 1928 al 1954 che arricchì le collezioni artistiche museali, inoltre creò una Wunderkammer (stanza delle meraviglie) ricca di monete, pittura, architettura; la terza a Francesco Rinaldi, direttore dal 1954 al 1988 che fu anche pittore con uno stile espressionista e dalle tinte forti. A lui viene anche intitolata la località Tuppo dei sassi di Filiano dove ritrovò alcune pitture rupestri nel 1966,e si devono i ritrovamenti a Serra di Vaglio e l'individuazione del bacino di Atella.

### Archeologia
Questa sezione si compone di tre diverse collezioni: collezione pre-protostorica, collezione di archeologia di periodo indigeno, collezione di archeologia di periodo magno-greco e collezione di archeologia di periodo lucano..

### Giuseppe Antonello Leone Pietre
Una sezione apposita è stata creata negli ultimi anni per l'artista Giuseppe Antonello Leone, che “è surrealista perché la vita cosciente lo porta ad essere surreale, al di sopra della realtà per poterla decifrare.
Anche i sassi che raccoglie, esamina e rielabora, sono una sorta di spazzatura di Dio, pietre erranti alla ricerca di un destino migliore.
La parola stessa che egli usa per definire il suo lavoro leggero, risignificazione, è chiave per capire il percorso che compie, un percorso di riscatto estetico ironico, che è nella realtà profonda, drammaticamente etico”..